# Prionessus
Prionessus – rodzaj wymarłego ssaka z rodziny Taeniolabididae. Występował w środkowej Azji w paleocenie. Był to duży przedstawiciel wieloguzkowców. Rodzaj zawiera w sobie 1 gatunek. Skamieniałości znaleziono w późnopaleoceńskiej warstwie z Gashato, Naran i Nomogen w Bayan Ulan w Mongolia i Chinach.
Etymologia nazwy zwyczajowej: gr. πριων priōn, πριονος prionos „piła”; ησσων ēssōn „gorszy, słabszy”.